# Theo van Scheltinga

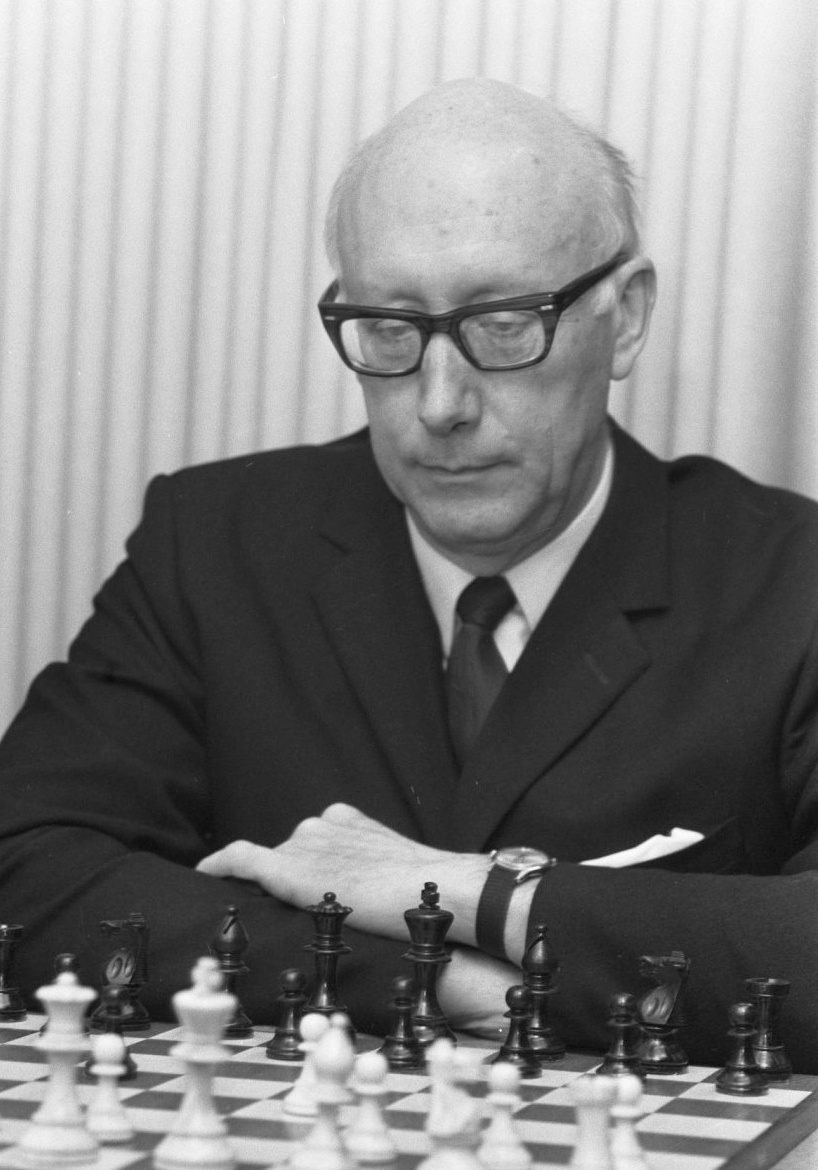
Theo van Scheltinga in 1962

Tjeerd (Theo) Daniel van Scheltinga (Amsterdam, 6 maart 1914 – Beverwijk, 30 juli 1994) was een Nederlandse schaker en timmerman.

## Schaakcarrière
Van Scheltinga, lid van de familie Van Scheltinga, schreef de rubriek 'Partijstellingen' in het Tijdschrift, het orgaan van de KNSB. Als 22-jarig scheepstimmerman debuteerde hij in 1936 in Amsterdam in een internationaal toptoernooi (het Arbeiderspers Schaaktoernooi). In dat toernooi eindigde hij op de laatste plaats met 0 punten uit 7 partijen. 
In 1939 won hij de vierde editie van het Daniël Noteboom-toernooi. Van Scheltinga, in de schaakwereld vaak 'Ome Theo' genoemd, won in 1944 en in 1947 het Hoogovenstoernooi. In 1946 speelde hij mee in het MSV-toernooi in Maastricht dat door Max Euwe gewonnen werd. 
Met zijn Schaakclub Max Euwe werd hij in het seizoen 1950/51 landskampioen van Nederland. Van Scheltinga speelde dat seizoen op bord 1.
In 1954 speelde hij met Max Euwe en J.H. Donner mee in de Schaakolympiade die door Rusland gewonnen werd. Nederland werd achtste. 
In 1958 speelde hij in een toernooi te Wageningen.